# Begonia fuchsioides
Begonia fuchsioides là một loài thực vật có hoa trong họ Thu hải đường. Loài này được Hook. mô tả khoa học đầu tiên năm 1847.

## Hình ảnh

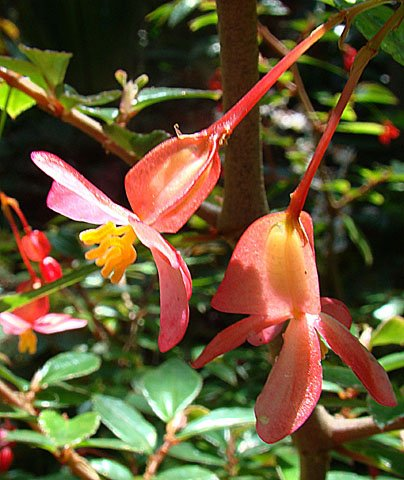
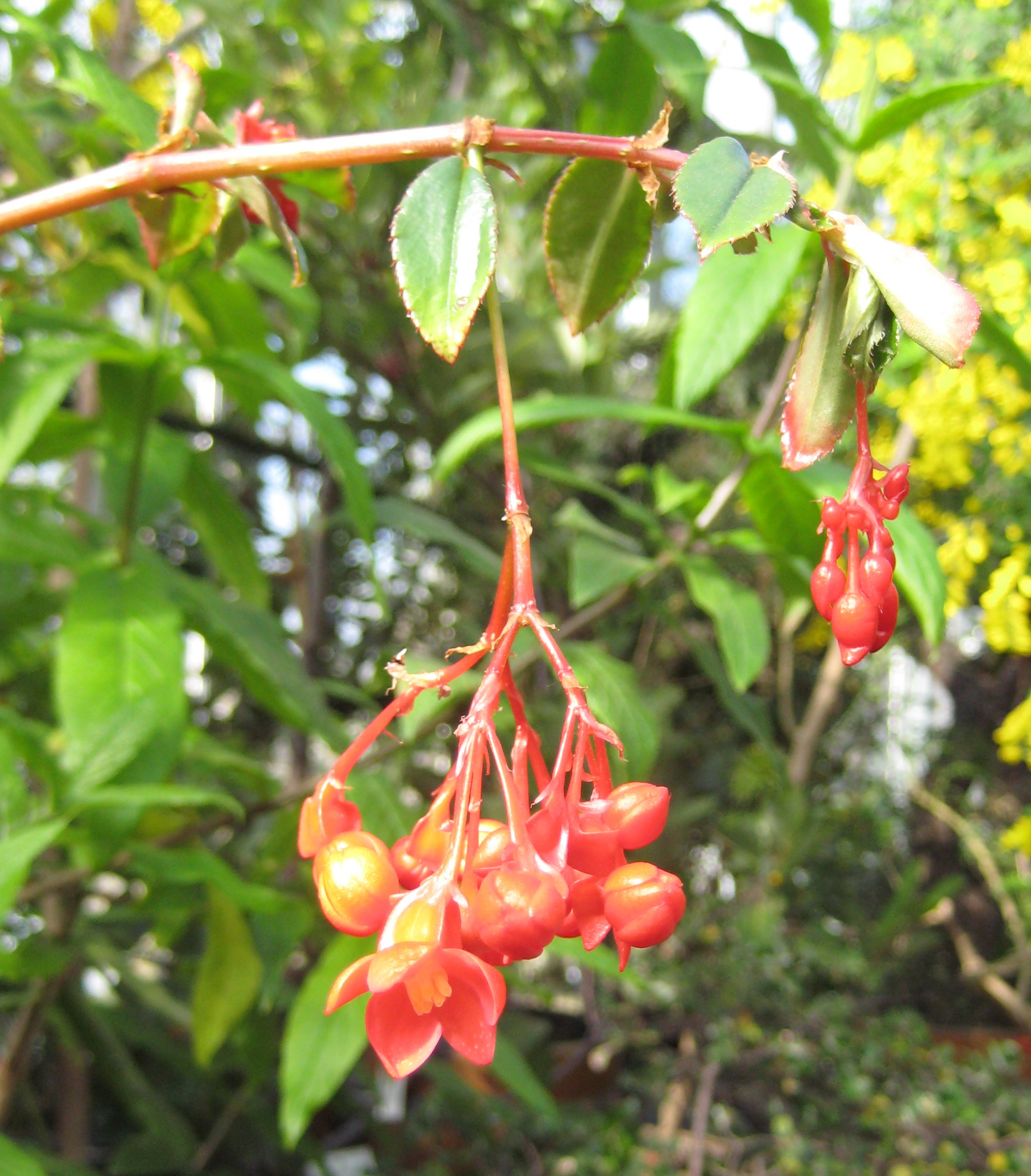
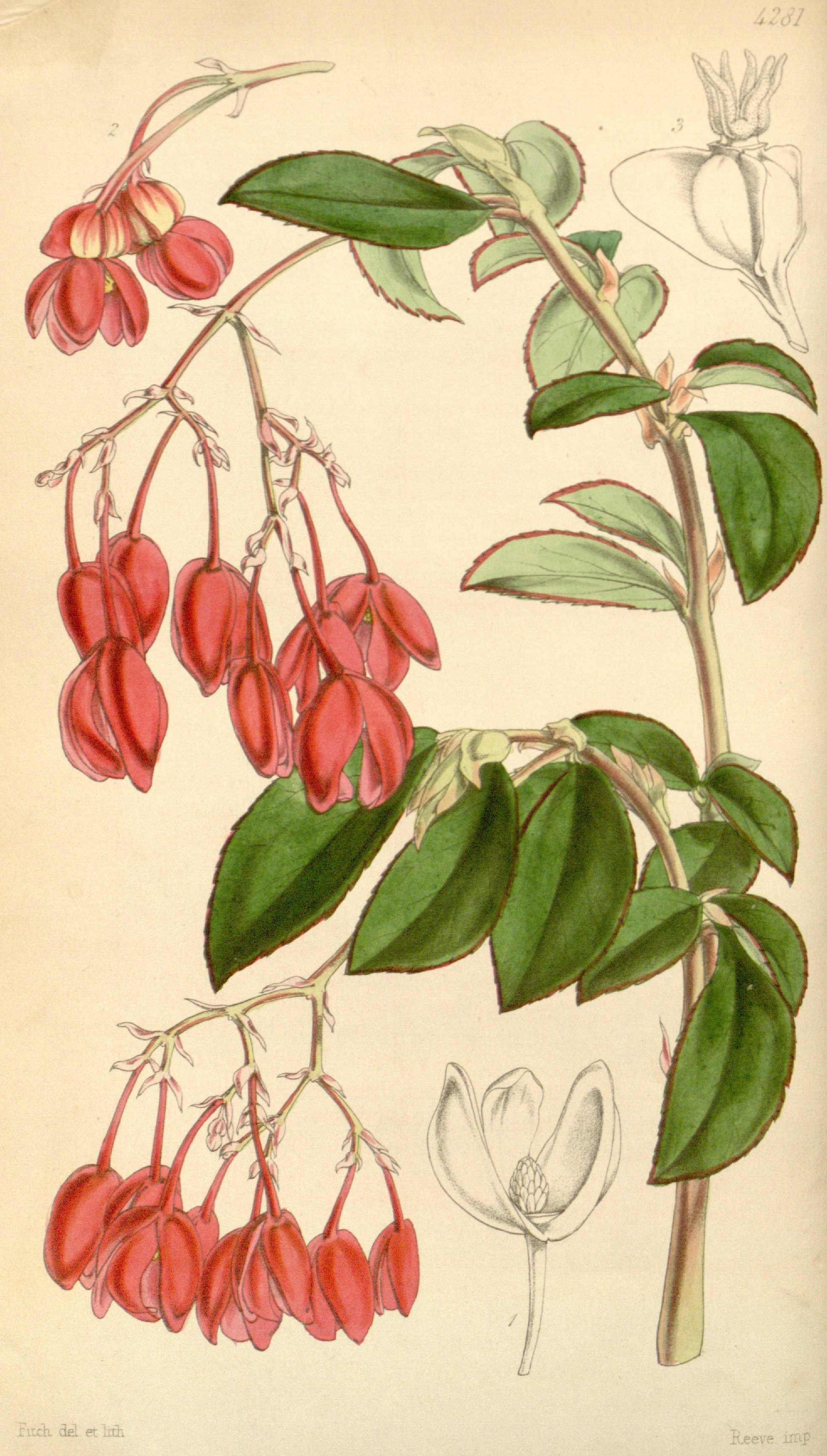
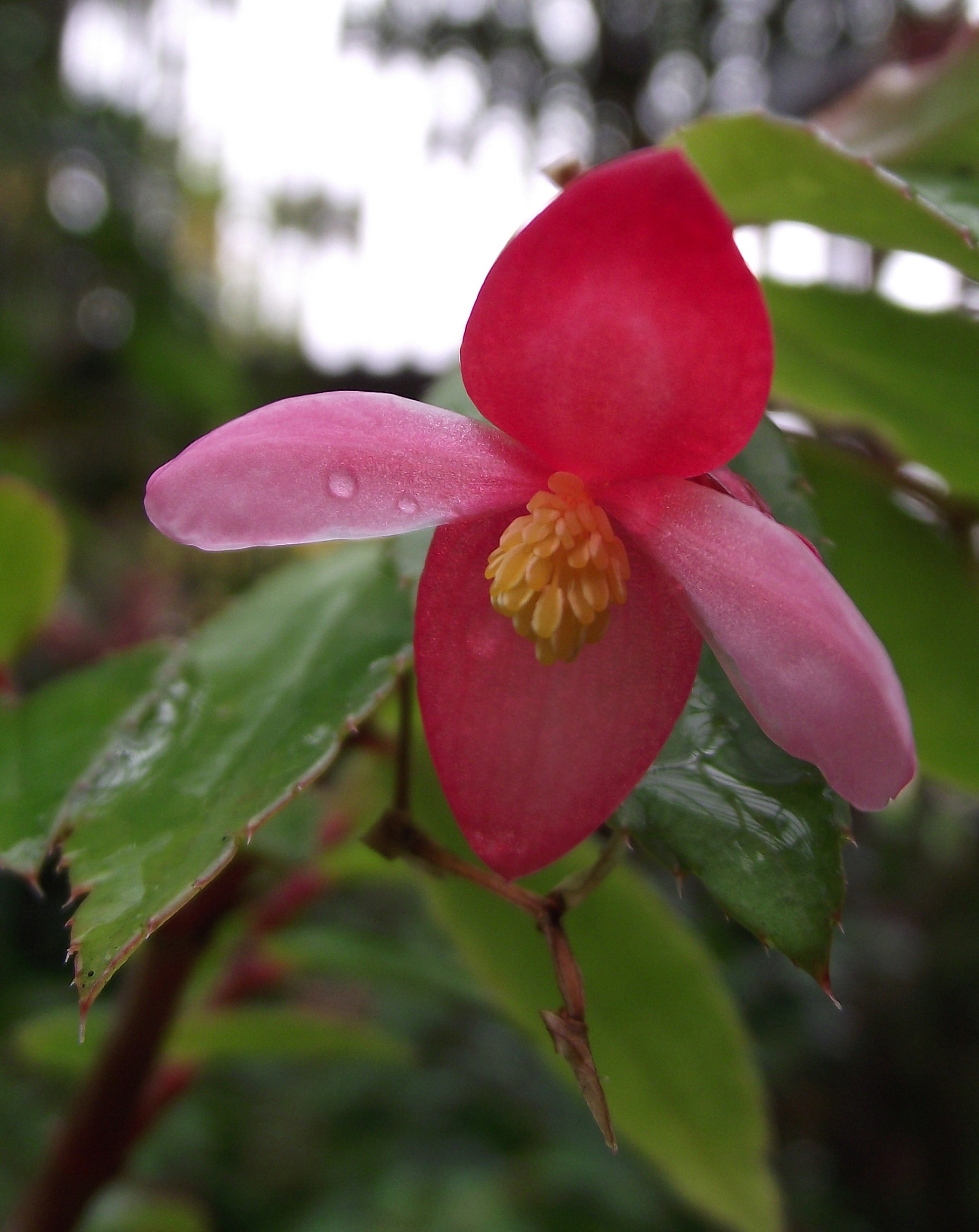